# ألان ألدريدغ
ألان ألدريدغ (بالإنجليزية: Alan Aldridge) هو رسام توضيحي ومصمم جرافيك بريطاني، ولد في 1 يونيو 1943 في لندن في المملكة المتحدة، وتوفي في 17 فبراير 2017 في لوس أنجلوس في الولايات المتحدة.

## وصلات خارجية
- الموقع الرسمي
- ألان ألدريدغ على موقع ميوزك برينز (الإنجليزية)
- ألان ألدريدغ على موقع ديسكوغز (الإنجليزية)